# Чато, Энцо
Энзо́ Джанни́ Чато́ Мбиайи́ (фр. Enzo Gianni Tchato Mbiayi; род. 23 ноября 2002, Монпелье, Франция) — камерунский футболист, защитник клуба «Монпелье» и сборной Камеруна.

## Карьера
Воспитанник французского «Монпелье». Присоединился к основной команде в июле 2022 года. Дебютировал в Лиге 1 7 августа в матче с «Труа».

## Карьера в сборной
Играл за сборную Камеруна U20.